# عشق پریشان (فیلم)
عشق پریشان (به انگلیسی: Punch-Drunk Love) فیلمی محصول سال ۲۰۰۲ و به کارگردانی پل توماس اندرسن است. در این فیلم بازیگرانی همچون آدام سندلر، امیلی واتسون، فیلیپ سیمور هافمن، لوئیس گازمن، مری‌لین رایسکوب، رابرت اسمایگل ایفای نقش کرده‌اند.